# Dąb w Stalmujży
Dąb w Stalmujży (lit. Stelmužės Ąžuolas) – dąb szypułkowy, który rośnie w parku dworu Stalmujża przy wsi Stalmujża, na Litwie.
Dąb ma 3,5 m średnicy i 13 m obwodu w najszerszej części; odpowiednio 2,8 m i 9,58 m na wysokości pasa. Dąb osiąga 23 m wysokości i tylko boczne gałęzie jeszcze żyją. Uważa się, że ma co najmniej 1500 lat, a być może nawet 2000 lat, co sprawia, że jest najstarszym dębem na Litwie i jednym z najstarszych w Europie. Dokładny pomiar wieku jest trudny do zrealizowania, ponieważ wewnętrzna część pnia została usunięta.
W 1960 dąb został uznany za pomnik przyrody i wpisany do wykazu chronionych obiektów Litwy. Jest to najbardziej znane drzewo kraju.